# Macdonald (rzeka, Bendemeer)
Macdonald  – rzeka w Australii, w stanie Nowa Południowa Walia. Rzeka ma swoje źródła w parku narodowym Nowendoc, kończy bieg w parku narodowym Warrabah, uchodząc do rzeki Namoi.
Rzekę zamieszkuje endemiczny gatunek żółwia Elseya belli z rodziny Chelidae.

## Miejscowości położone nad rzeką Macdonald
- Woolbrook
- Bendemeer